# Oszkár Frey
Oszkár Frey (Budapest, 22 aprile 1953) è un ex canoista ungherese.

## Palmarès

### Olimpiadi
- 2 medaglie:
  - 2 bronzi (Montréal 1976 nel C-2 500 m; Montréal 1976 nel C-2 1000 m)

### Mondiali
- 4 medaglie:
  - 1 oro (Belgrado 1978 nel C-2 1000 m)
  - 3 argenti (Belgrado 1975 nel C-2 10000 m; Sofia 1977 nel C-2 1000 m; Duisburg 1979 nel C-2 1000 m)